# Happy New Year
Happy New Year és una pel·lícula índia del 2014 de la directora, guionista i coreògrafa Farah Khan.

## Argument
Per tal de venjar el seu pare, condemnat injustament a dotze anys de presó, Charlie decideix robar uns diamants confiats a en Charan Grover, que és el responsable de la deshonra de la seva família. Per fer-ho reuneix una grup poca soltes compost per Nandu, un alcohòlic que sap vomitar quan vol, Tammy, especialista en l'obertura de caixes fortes, Jag, ex-militar expert en explosius i Rohan, un jove hacker. Quan s'assabenten de que els diamants seran dipositats en un hotel de Dubai on s'hi celebrarà un campionat mundial de ball, l'equip decideix inscriure-s'hi. Per tal que la seva presència sigui creïble, Charlie recluta Mohini, un ballarí que entrenarà els cinc amics.

## Repartiment
- Shah Rukh Khan - Chandramohan Manohar Sharma (Charlie)
- Abhishek Bachchan - Nandu Bhide/Vicky Grover (doble rol)
- Deepika Padukone - Mohini Joshi
- Sonu Sood - Capità Jagmohan Prakash (Jag)
- Boman Irani - Temhton Irani (Tammy)
- Vivaan Shah - Rohan Singh
- Jackie Shroff - Charan Grover
- Varun Pruthi - Assistent de Charan Grover
- Kavi Shastri - Senyor Gupta